# Keiya Shiihashi
Keiya Shiihashi (椎橋 慧也, Shiihashi Keiya), né le 20 juin 1997 à Funabashi au Japon, est un footballeur japonais qui évolue au poste de milieu défensif au Nagoya Grampus .

## Biographie

### Vegalta Sendai
Keiya Shiihashi commence sa carrière professionnelle avec le club du Vegalta Sendai, qu'il rejoint en 2016. Il joue son premier match le 26 avril 2017, lors d'une rencontre de coupe de la Ligue japonaise contre le Shimizu S-Pulse. Il est titularisé ce jour-là et se fait remarquer en inscrivant également son premier but, participant ainsi à la victoire de son équipe (3-1). Le 30 juillet de la même année, il joue son premier match de J. League contre Kashiwa Reysol (1-1).

### Kashiwa Reysol
Le 5 janvier 2021, Keiya Shiihashi rejoint le Kashiwa Reysol,. Il joue son premier match sous ses nouvelles couleurs le 27 février 2021, lors de la première journée de la saison 2021 face au Cerezo Osaka. Il est titularisé et son équipe s'incline par deux buts à un ce jour-là.

### Nagoya Grampus
En janvier 2024, Keiya Shiihashi rejoint le Nagoya Grampus. le transfert est annoncé le 27 décembre 2023 et il signe un contrat d'un an.

### En sélection
En juin 2019, Keiya Shiihashi joue trois matchs avec l'équipe du Japon des moins de 23 ans. Il officie comme capitaine lors d'une rencontre face au Chili.